# Haitisk (sprog)
Haitisk, også kaldet haitisk kreol (kreyòl ayisyen), er et franskbaseret kreolsprog, der tales på Haiti, hvor det sammen med fransk er officielt sprog. Sproget er en blanding af fransk og diverse vestafrikanske sprog, bl.a. wolof og gbe-sprog som fon og ewe. Det er med sine ca. 14 mio. talere det største kreolsprog. Foruden Haiti tales det også i Den Dominikanske Republik, idet mange haitianere er emigreret hertil.
Haitisk har siden 1961 været anerkendt som officielt sprog takket være Felix Morisseau-Leroy. Fra uafhængigheden i 1804 til 1961 var fransk det eneste litterære sprog i landet. Haitisk har været sparsomt brugt i litteraturen, men brugen er stigende. Mange af de haitisktalende er tosproglige og taler også flydende fransk. 
| Sprog | Spire Denne artikel om sprog er en spire som bør udbygges. Du er velkommen til at hjælpe Wikipedia ved at udvide den. |